# Reprezentacja Związku Radzieckiego w skokach narciarskich
Reprezentacja Związku Radzieckiego w skokach narciarskich – grupa skoczków narciarskich wybrana do reprezentowania ZSRR w międzynarodowych zawodach.
Reprezentacja istniała w latach 1922–1991. Po rozpadzie Związku Radzieckiego, powstało kilka osobnych reprezentacji (m.in. Estonia, Kazachstan, Rosja, Gruzja). W reprezentacji ZSRR występowali w większości Rosjanie, Ukraińcy, Białorusini i Kazachowie. Wśród zawodników znalazło się także kilku Gruzinów i Estończyków. Z pozostałych republik radzieckich występowali jedynie pojedynczy skoczkowie.
Ostatni występ drużynowy ekipa ZSRR zaliczyła 14 lutego 1991 podczas Mistrzostw Świata na dużej skoczni w Predazzo, zajmując 10. miejsce.